# DO-P-KAN
『DO-P-KAN』（どっぴぃかん）は、しげの秀一による日本の漫画作品。1992年から1995年にかけて『週刊ヤングマガジン（通称・ヤンマガ）』（講談社）にて連載された。単行本は全10巻。高校陸上部が舞台となっている。

## 概要
南陵高校陸上部の北村高志とその親友である「ノリ」こと池田典明を中心に繰り広げられる青春ストーリー。本作品は二部構成となっており、第一部は『ヤンマガ』誌上にて1992年第44号掲載分から1994年第16号掲載分まで、第二部は1994年第17号掲載分から1995年第20・21合併号掲載分までが該当する。尚、本作品が収録されているコミックス『ヤンマガKCスペシャル』（講談社）では全10巻のうち1巻から6巻までが第一部、7巻から10巻までが第二部である。